# Alta Ribagorça
Alta Ribagorça is een comarca van de Spaanse autonome regio Catalonië. Het is onderdeel van de provincie Lleida. In 2005 telde Alta Ribagorça 4004 inwoners op een oppervlakte van 426,68 km2. De hoofdstad van de comarca is El Pont de Suert.

## Gemeenten
| Gemeente         | Inwoners |
| ---------------- | -------- |
| El Pont de Suert | 2307     |
| La Vall de Boí   | 1053     |
| Vilaller         | 644      |